# Хобзей Павло Кузьмович
Павло Кузьмович Хобзей (нар. 29 березня 1960, м. Інта, Комі АССР) — український педагог. Кандидат фізико-математичних наук. Співзасновник та перший директор Львівського фізико-математичного ліцею. Начальник управління освіти м. Львова (1994—2002) та Львівської області (2005—2010). Заступник міністра освіти (2015—2019).

## Біографічні дані
В 1969 році родина переїхала на проживання в м. Калуш Івано-Франківської області.

## Освіта
- 1977–1982 роки — навчання на механіко-математичному факультеті Київського державного університету ім. Т. Г. Шевченка.
- 1982–1985 роки — навчання в аспірантурі Київського державного університету ім. Т. Г. Шевченка на кафедрі теорії ймовірностей і математичної статистики.–
- 2002–2005 роки — навчання в докторантурі Української академії державного управління при Президентові України на кафедрі управління освітою.

## Досвід роботи

Павло Хобзей на IV Національній (не)конференції EdCamp Ukraine у Харкові, 2018

- 1986–1991 роки — науковий співробітник Інституту прикладних проблем механіки і математики Національної академії наук, м. Львів.
- 1991–1994 роки — директор Львівського фізико-математичного ліцею.
- 1994–2002 роки — начальник управління освіти Львівської міської ради.
- 2001–2004 роки — тренер Західноукраїнського регіонального навчального центру Фундації «Україна — США».
- 2002–2003 роки — національний експерт проєкту «Інновація та оновлення освіти для покращення добробуту та зниження рівня бідності» Програми Розвитку ООН.
- 2003–2005 роки — директор Львівського регіонального центру тестування.
- 2005–2010 роки — начальник Головного управління освіти і науки Львівської облдержадміністрації.
- 2010 рік — заступник директора Львівського обласного інституту післядипломної педагогічної освіти.
- листопад 2010 — жовтень 2015 — проректор з науково-педагогічної роботи Українського католицького університету.
- 21 жовтня 2015 — 11 вересня 2019 — заступник міністра освіти і науки України[4].
- у 2019 повернувся на роботу в УКУ[5].
- з 1 жовтня 2020 року — директор КЗ ЛОР «Львівський обласний інститут післядипломної педагогічної освіти»[6].

## Участь в проєктах
- 1994–1996 роки — участь в проєкті «Громадянська освіта», підтриманого CIDA (Канада). Результатом проєкту стало проведення літніх курсів для вчителів, створення низки початкових шкіл у Львові, які працюють за програмою «Лицем до дитини». Партнерами проєкту виступили університет Манітоби у Вінніпезі (Канада) та Інститут професійного розвитку вчителів в Торонто (Канада).
- 1995–1998 роки — член Експертної ради регіонального відділення Міжнародного фонду «Відродження».
- 1997–2001 роки — участь в проєкті «Молодіжна міжнародна жіноча співпраця», спрямованого на поширення громадянської освіти та активну участь жінок в громадському житті. Проєкт фінансувався CIDA (Канада) при партнерській співпраці громадської організації «Канада, світ, молодь».
- 1999 рік — керівник проєкту «Розробка нормативного фінансування загальноосвітніх закладів», підтриманого Міжнародним фондом «Відродження». Проєкт спрямований на розробку методики нормативного фінансування загальноосвітніх закладів на прикладі міста Львова та запровадження нормативного фінансування шкіл у Залізничному районі міста Львова. Партнером проєкту виступила Львівська міська громадська організація «Інститут політичних технологій».
- 1999–2000 роки — керівник проєкту «Розробка стратегії освітньої політики міста Львова», підтриманого Міжнародним фондом «Відродження». Результатом проєкту стала розробка стратегії освітньої політики міста Львова. Стратегію була схвалена на сесії Львівської міської ради, яка визнала освіту пріоритетною галуззю розвитку Львова. Партнерами проєкту виступили Львівська міська громадська організація «Інститут політичних технологій» та Міжнародний центр перспективних досліджень в Києві.
- 1999–2002 роки — участь в проєкті «Підприємницька освіта», реалізованого університетом Дарема (University of Durhem) та підтриманого урядом Великої Британії, з метою впровадження підприємницької освіти в школах.
- 2002 рік — участь в дослідженні «Децентралізація та людський розвиток в освітньому секторі України» в рамках проєкту Програми Розвитку «Звіт про людський розвиток 2002».
- Член програмної ради напрямку «Середня школа» Міжнародного фонду «Відродження».
- Член наглядової Ради проєкту «RESPO», спрямованого на створення робочих місць для людей з інвалідністю. Проєкт підтриманий MATRA (Нідерланди).

## Додаткові навчальні програми та стажування
- Липень 2000 року — участь в навчальному семінарі «Навчальні плани та оцінювання» в Інституті освітньої політики OSI в Будапешті (Угорщина). Ознайомлення з сучасним підходом до розвитку навчальних планів та оцінювання.
- Травень 2000 року — навчальний візит до Дархемського університету (University of Durhem) за програмою «Підприємницька освіта» для ознайомлення з реалізацією програми «Підприємницька освіта» в Англії. Спонсор — DFID.
- Навчальний тур в США: «Громадянська освіта» (квітень 2000 р.). організатор — Мершон-центр Університету Огайо (США). Спонсор USAID. Результат — підготовка Policy Paper з розвитку громадянської освіти в Україні.

## Організатор семінарів і тренінгів
- Самооцінювання роботи школи. Впровадження змін.
- Проблема трансформації системи освіти України та формування освітньої політики на муніципальному рівні.
- Визначення пріоритетів у формуванні та плануванні реалізації освітньої політики на муніципальному рівні.
- Основні тенденції розвитку освіти. Державна освітня політика.
- Творення локальної освітньої політики на муніципальному рівні.

## Публікації
- Співавтор дослідження "Стратегія реформування освіти в Україні: Рекомендації з освітньої політики. — К. «К. І. С.», 2003, — 296 с.
- Співавтор дослідження «Децентралізація та людський розвиток в освітньому секторі України» в рамках проєкту ПР ООН «Звіт про людський розвиток 2002».
- «Основні засади освітньої політики міста Львова». — Львів: Інститут політичних технологій, 1999. — 48 с.
- «Львів — місто освітніх реформ». — Київ: газета «Директор школи», № 34, 1999 р.

## Членство у професійних асоціаціях
- Січень 2009 — березень 2010 — Член Колегії Міністерства освіти і науки України.
- Почесний член Асоціації керівників шкіл України, яка є членом Європейської асоціації керівників середніх шкіл.
- Почесний член Інституту професійного розвитку вчителів (Торонто, Канада).
- Засновник Центру освітньої політики (м. Львів).
- Засновник Центру освітнього моніторингу (м. Київ).

## Громадянська позиція
Працюючи на відповідальних посадах, Павло Хобзей завжди прагнув до оновлення, осучаснення та реформування освітньої галузі. Брав участь у багатьох проєктах та ініціативах, спрямованих на реформування шкіл, управлінської ланки, системи фінансування. Підтримував експерименти з запровадження інклюзивної освіти для дітей з особливими потребами. Був прихильником запровадження незалежного оцінювання, а коли міністерство на чолі з Табачником намагалось знівелювати його впровадження, на знак протесту покинув Колегію МОН. Невдовзі був змушений піти з посади начальника Головного управління освіти і науки Львівської ОДА. Активно працював над прийняттям нової редакції Закону про освіту. Підтримав призначення міністром Ганни Новосад у 2019 р., але заступником міністра призначений не був і вернувся на роботу в УКУ.
Вважає, що освіта має ширше залучати людські ресурси з-поза старої системи:
|  | Як змінити школу, яка існує 40-50 років, із тими самими вчителями? Це можливо, тільки якщо прийдуть агенти змін, які зможуть її розворушити. В кожному колективі є люди, які активні, креативні. Але вони не можуть виграти цей двобій з системою: «Тобі що, найбільше треба? Тобі що, за це більше заплатять?». І часто мотивація до змін згасає. |

.
У своїй статті в «Дзеркалі тижня» ще у 2004 році він пише:
|  | Хоч би які реформи декларувало МОН України, нічого в освіті не зміниться, якщо цих змін не сприйме вчитель, якщо його статус не зміниться. Годі наголошувати на суспільній відповідальності педагога і на тому, що не школярі винні в ситуації, яка склалася. Учителю треба платити, і платити добре за добру роботу. |

## Відзнаки
- Золотий герб м. Львова (2012)[15]